# ويليام د. غرين
ويليام د. غرين (بالإنجليزية: William D. Green) هو شخصية أعمال أمريكي، ولد في أغسطس 1953 في هامبدين في الولايات المتحدة.